# EURAMET
European Association of National Metrology Institutes
 (novembre 2024).
EURAMET (de l'anglais : European Association of National Metrology Institutes) est une organisation créée en 1987 comprenant aujourd'hui[Depuis quand ?] les laboratoires nationaux de métrologie de tous les pays européens afin de développer la coopération entre les laboratoires nationaux de métrologie et d'assurer une utilisation efficace des moyens disponibles en métrologie. 

## Historique
EURAMET est une organisation créée sous le nom d'EUROMET en septembre 1987 à Madrid et comprenant originellement les laboratoires nationaux de métrologie des pays de l'Union européenne, de l'Association européenne de libre-échange et de la Commission des Communautés Européennes. 
En 2007, le nom EURAMET a remplacé EUROMET à Berlin.

## Buts
Selon le site internet d'EURAMET :
- Développer entre les membres une collaboration plus étroite dans les travaux concernant les étalons.
- Optimiser l'utilisation des ressources et des services dont disposent les membres.
- Améliorer les services métrologiques offerts et les rendre accessibles à tous les membres.
- S'assurer que les nouveaux bancs d'étalonnage réalisés dans le cadre d'EURAMET sont ouverts à tous les membres.

## Modes d'action
- Coordination des études concernant les étalons.
- Coordination des investissements importants pour les moyens métrologiques.
- Transfert de compétence entre les membres dans le domaine.
- Établissement d'un cadre de collaboration entre les membres intéressés par un projet particulier.
- Mise à disposition d'informations sur les ressources et services.
- Coopération avec les organismes d'accréditation européens.
- Coopération avec les services de métrologie légale européens.

## Domaines d'activités
Les domaines d'activités sont divisés en onze secteurs :
- Masse (y compris force et pression).
- Longueur (y compris les mesures dimensionnelles).
- Électricité et magnétisme (courant continu et métrologie quantique, basse fréquence, hautes fréquences).
- Temps et fréquence.
- Thermométrie (y compris les propriétés thermiques et l'humidité).
- Rayonnements ionisants (dosimétrie, radioactivité, métrologie des neutrons).
- Photométrie et radiométrie (y compris la fibronique).
- Débitmétrie (y compris les propriétés des fluides).
- Acoustique, ultrasons et vibrations (y compris l'accélérométrie).
- Métrologie chimique (gaz, organique, inorganique et électrochimie).
- Métrologie interdisciplinaire.

## Financement et structure
EURAMET n'a pas de fonds propres et fonctionne sur la base d'une participation volontaire. Les coûts des travaux de coopération et de recherche sont pris en charge par les laboratoires participants, les membres conservant leur autonomie totale. Mais les financements extérieurs ne sont pas exclus, en particulier par la participation aux programmes de recherche de la Communauté européenne.
Chaque membre (organisation nationale de métrologie) mandate un délégué, l'ensemble formant l'assemblée générale d'EURAMET. Celle-ci se réunit au moins une fois par an afin de débattre des buts et objectifs d'EURAMET. Le président d'EURAMET est élu pour deux ans et met à disposition le secrétariat nécessaire.